# ووینیک، دسپوتوواتس
ووینیک (صربی: Vojnik}} یک منطقهٔ مسکونی در صربستان است که در Despotovac واقع شده‌است.